# Lewiston Maineiacs
Lewiston MAINEiacs – juniorska drużyna hokejowa do 2011 grająca w LHJMQ w konferencji wschodniej. Drużyna ma swoją siedzibę w Lewiston w Stanach Zjednoczonych. 
Od 2011 jego następcą prawnym jest Sherbrooke Phoenix.
- Rok założenia: 2003–2004
- Barwy: czarno-biało-pomarańczowe
- Trener: Clément Jodoin
- Manager: Clément Jodoin
- Hala: Androscoggin Bank Colisée

## Osiągnięcia
- Trophée Jean Rougeau: 2007
- Coupe du Président: 2007